# Nawele
 (mai 2017).

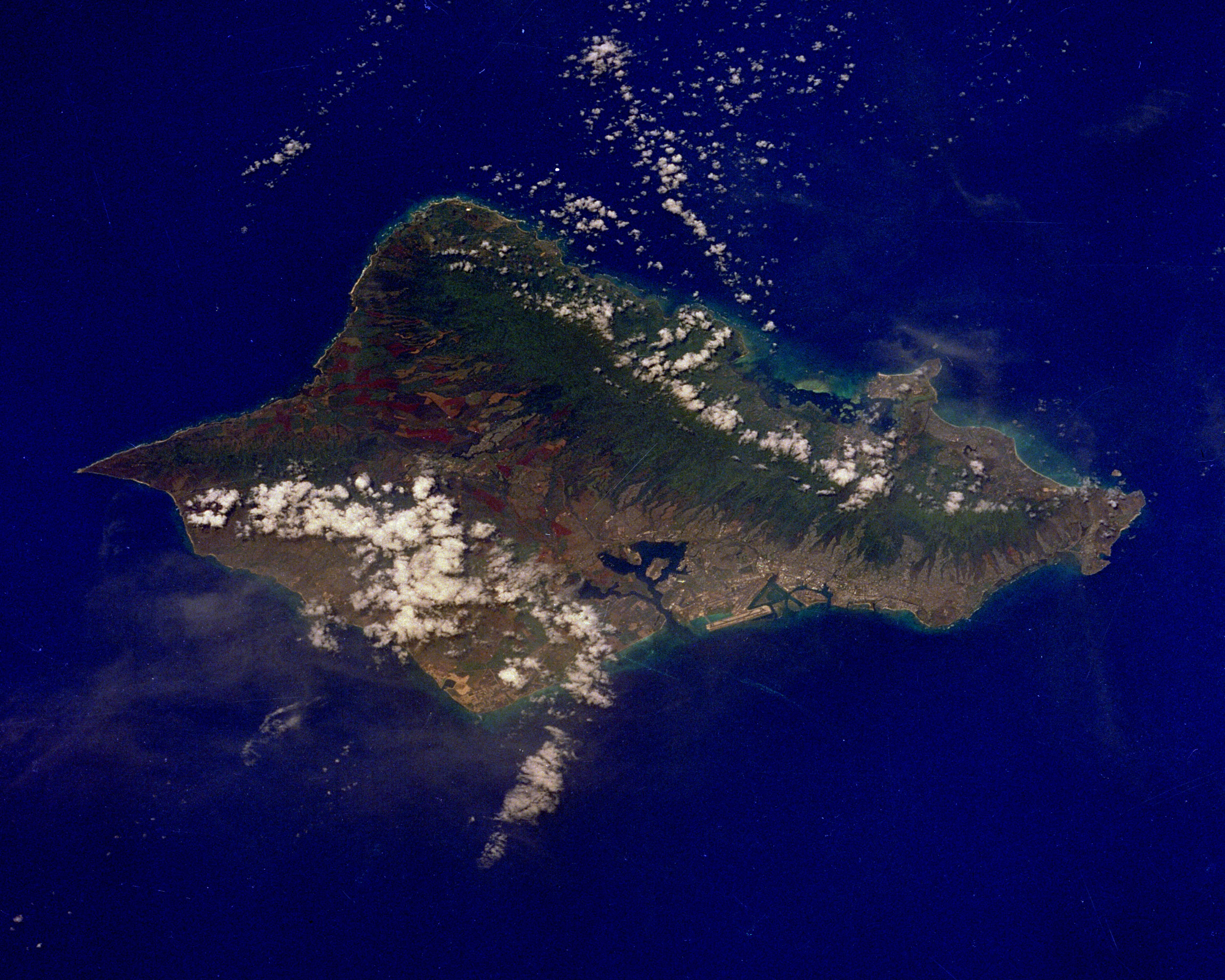
Oahu, vue satellite

Nawele (prononciation hawaïenne: Nah-weh-leh) était un noble hawaïen, le chef d'Oahu (une île hawaïenne). Il était l'un des premiers monarques d'Oʻahu.

## Famille
Les parents de Nawele étaient le prince Kahokupohakano et sa femme, Kaumana II. Le grand-père paternel de Nawele était le chef Elepuukahonua, tandis que la grand-mère de Nawele était Hikilena. Un célèbre ancêtre de Nawele était le sorcier Maweke de Tahiti. Nawele a épousé Kalanimoeikawaikai (ou Kalanimoewaiku, Kalanamowaiku, Kalanimoeikawaikaʻa). Leur seul enfant était Lakona d'Oahu.

## Règne
Après la mort d'Elepuʻukahonua — le grand-père de Nawele — une personne inconnue a gouverné Oʻahu, et après le décès de cette personne, Nawele est devenu le chef d'Oʻahu.